# Пашков, Филипп Иванович Истома
Фили́пп Ива́нович Пашко́в по прозвищу Исто́ма (1583 — 1607) — воевода в период Смутного времени начала XVII века, примкнувший к восстанию Ивана Болотникова.

## Биография
Происходил из рода Пашковых. Родился в начале 1583 года в семье мелкого тульского помещика Ивана Пашкова. Перед началом Смуты Истома Пашков был сотником в Епифани. В качестве сотника служил и в войске Лжедмитрия I.
Был предводителем отряда тульских дворян, влившихся в войско Ивана Болотникова. Успешно сражался против царя Василия Шуйского. Одержал победу при Ельце над войсками князя Воротынского, затем в битве на Лопасне близ Серпухова разбил отряд воеводы князя Владимира Кольцова-Мосальского. В битве под селом Троицким в конце октября 1606 года Пашковым была разбита целая плеяда знатнейших воевод Василия Шуйского. После этой победы восставшие смогли подойти к Москве и начать её осаду.
В дальнейшем у Пашкова, начавшего претендовать на роль лидера восставших, возникли острые разногласия с Болотниковым, чем поспешили воспользоваться правительственные силы. 27 ноября 1606 года в сражении под Москвой с пятьюстами своих всадников Истома перешёл на сторону правительства. В сражении в селе Коломенском Пашков разгромил армию Болотникова. В дальнейшем участвовал в подавлении восстания, особенно отличившись в сражении под Пчельней 1 мая 1607 года. Убит в том же году под Венёвом.
Сын  Истомы Пашкова Афанасий получил известность как нерчинский воевода.